# Johann Caspar Wolff

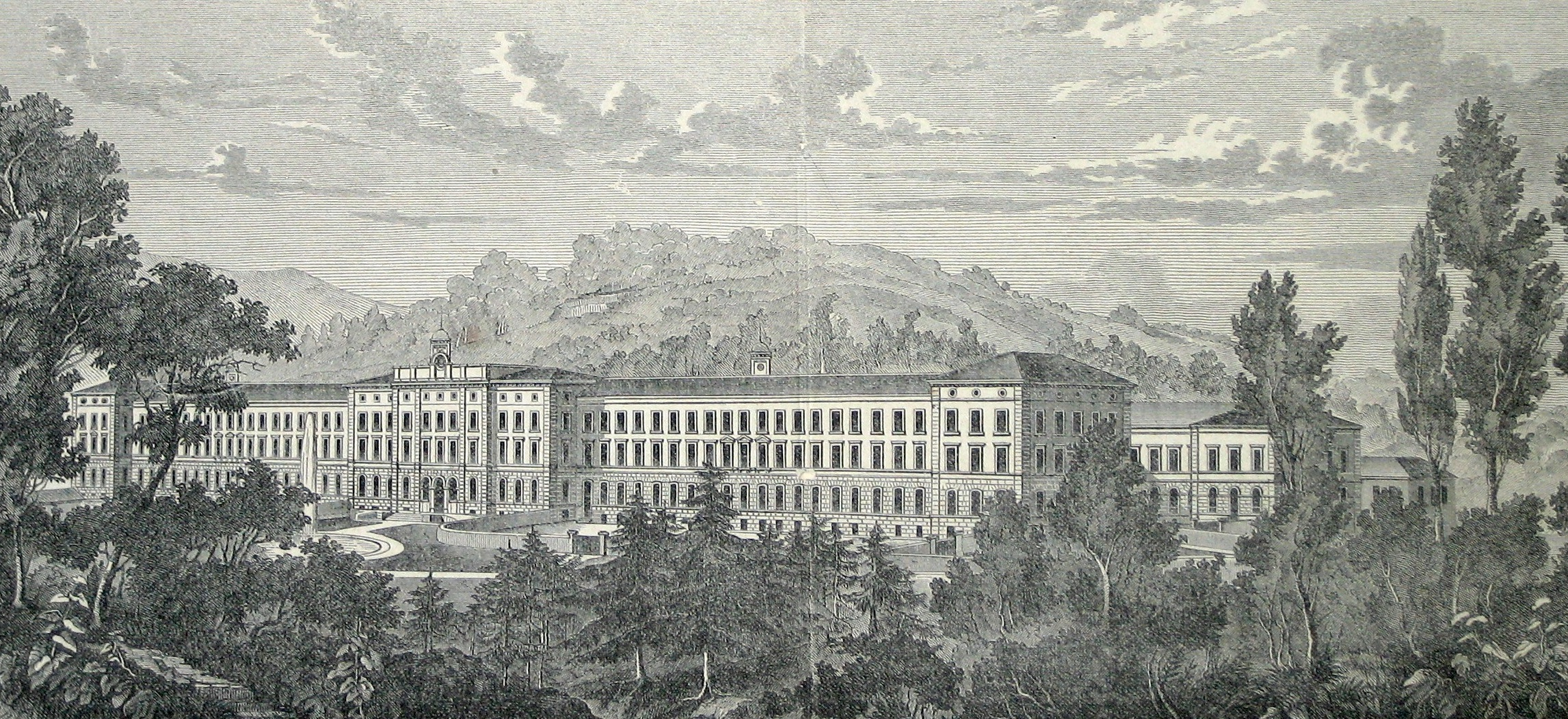
Burghölzli-Klinik in Zürich von J. C. Wolff, 1864–1870, Stahlstich um 1890

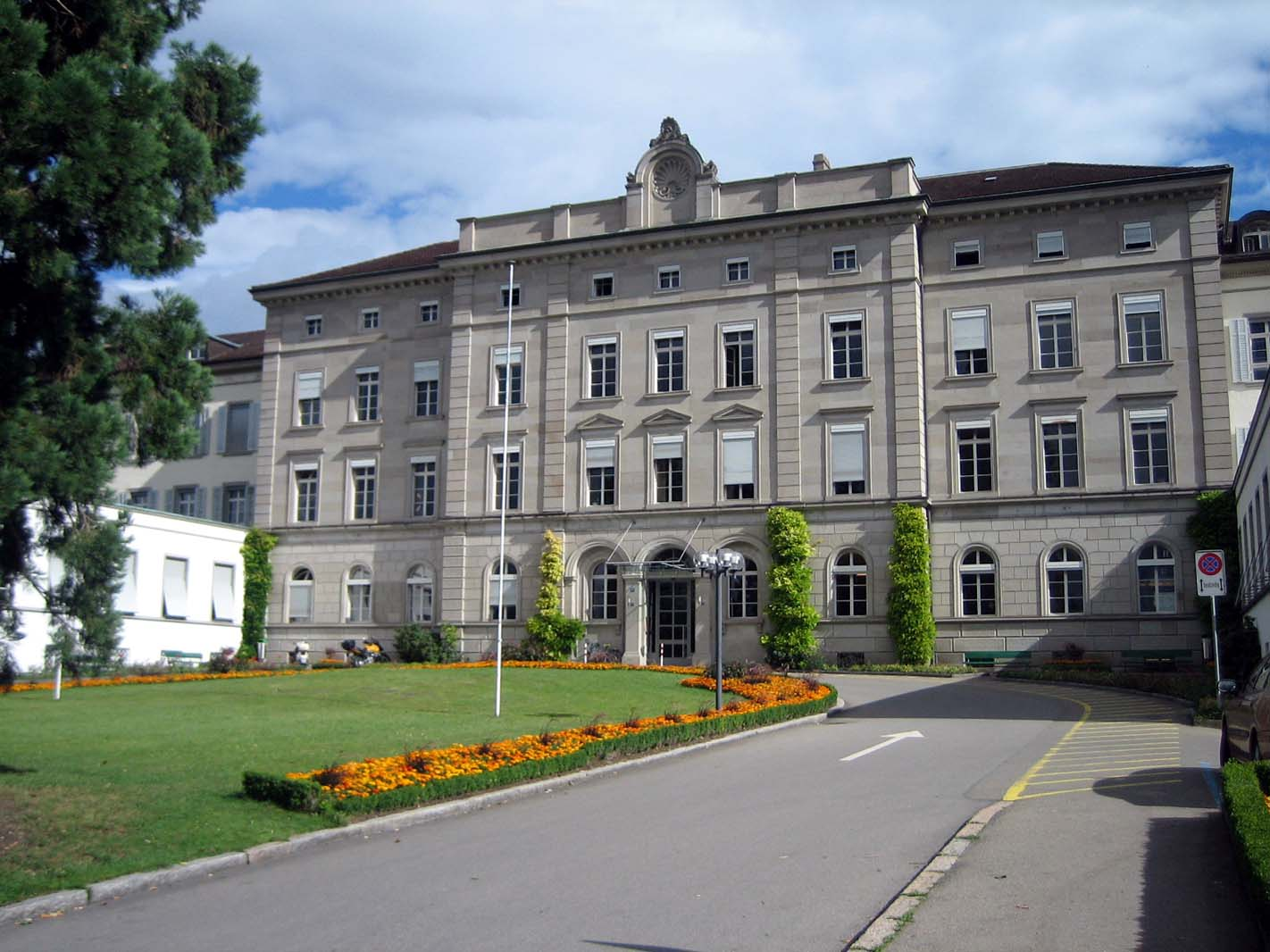
Burghölzli-Klinik Zürich, Hauptgebäude

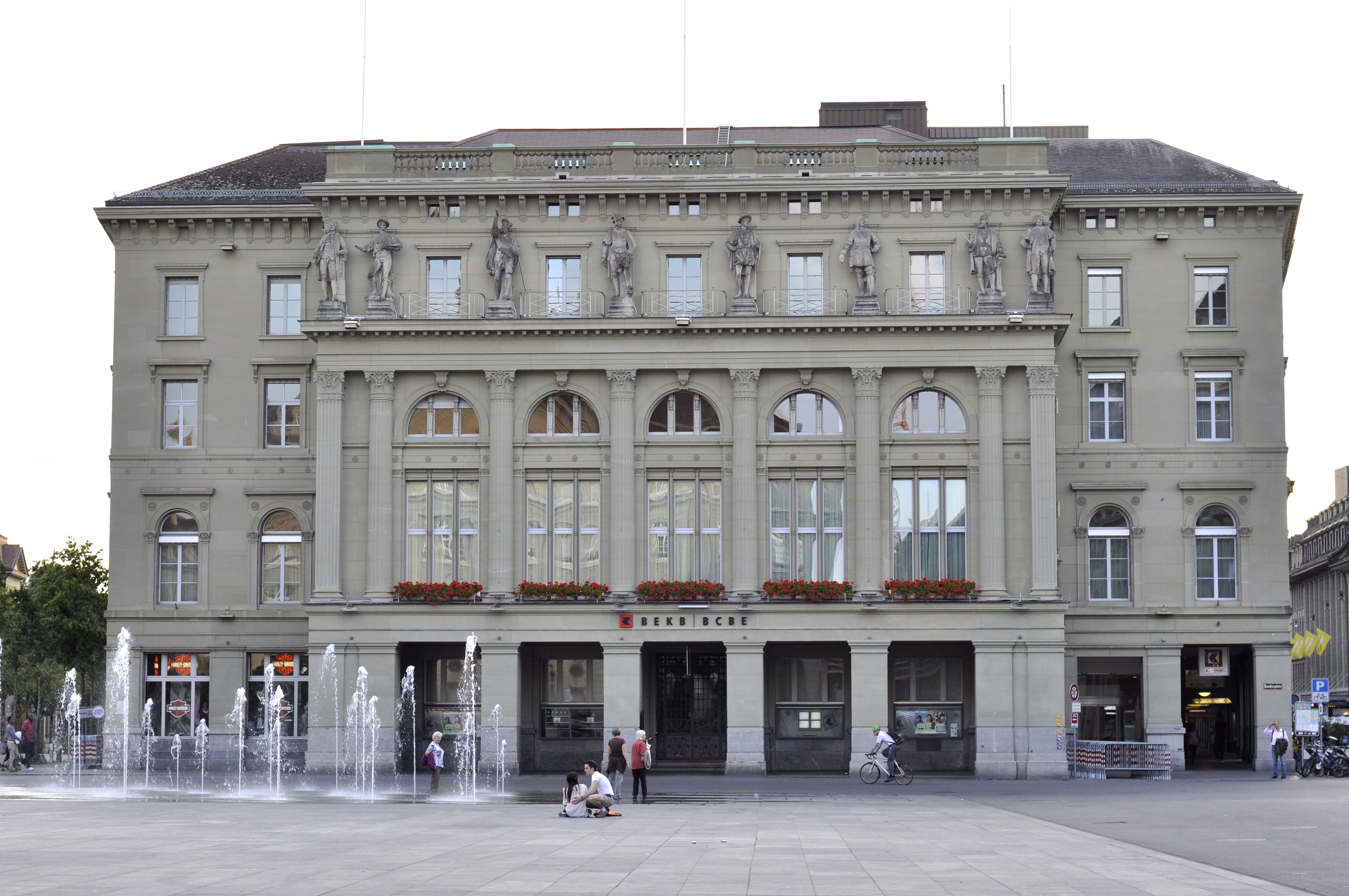
Gesellschaftshaus Museum in Bern

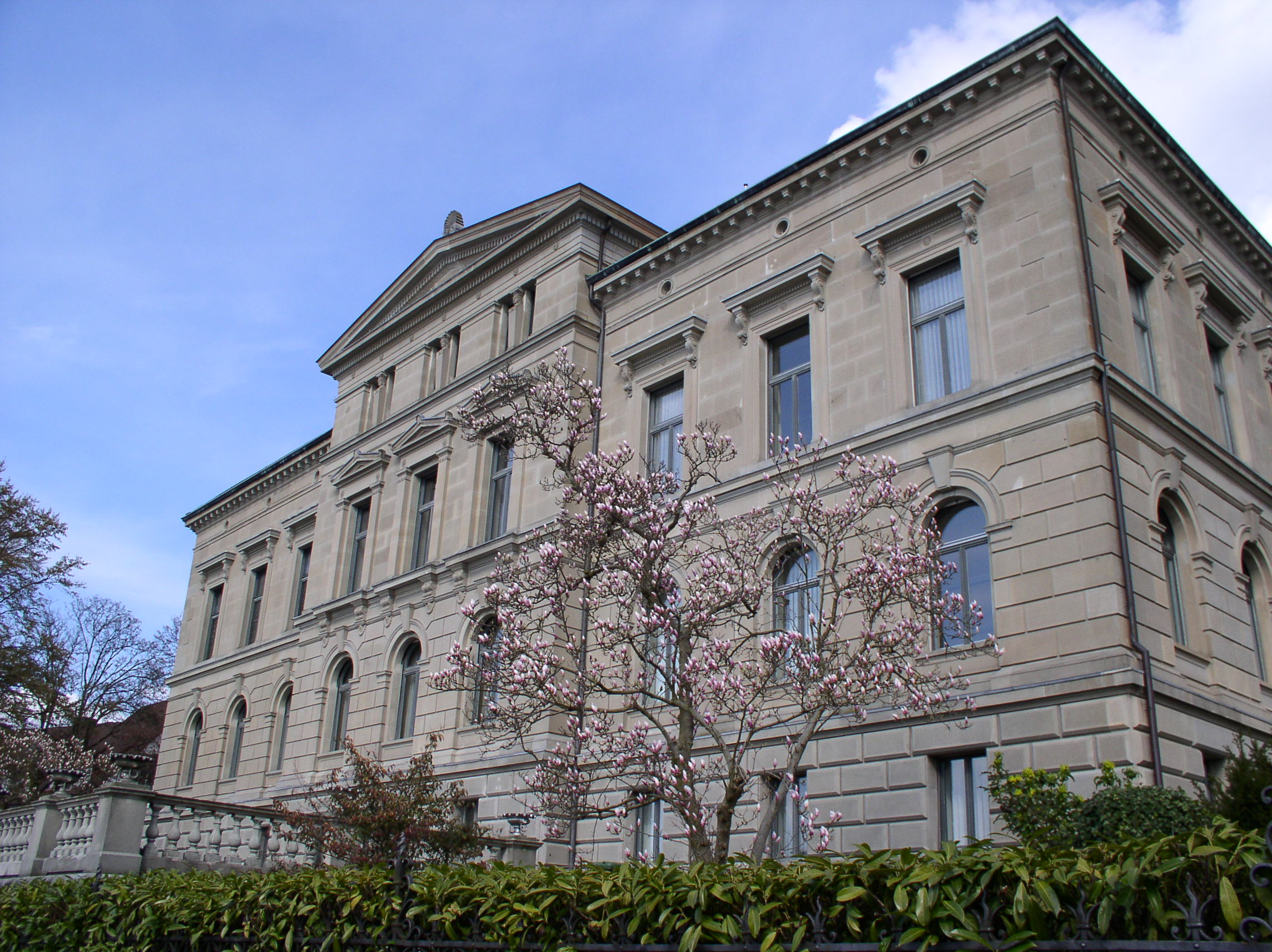
Regierungsgebäude Zug

Kirche Hütten

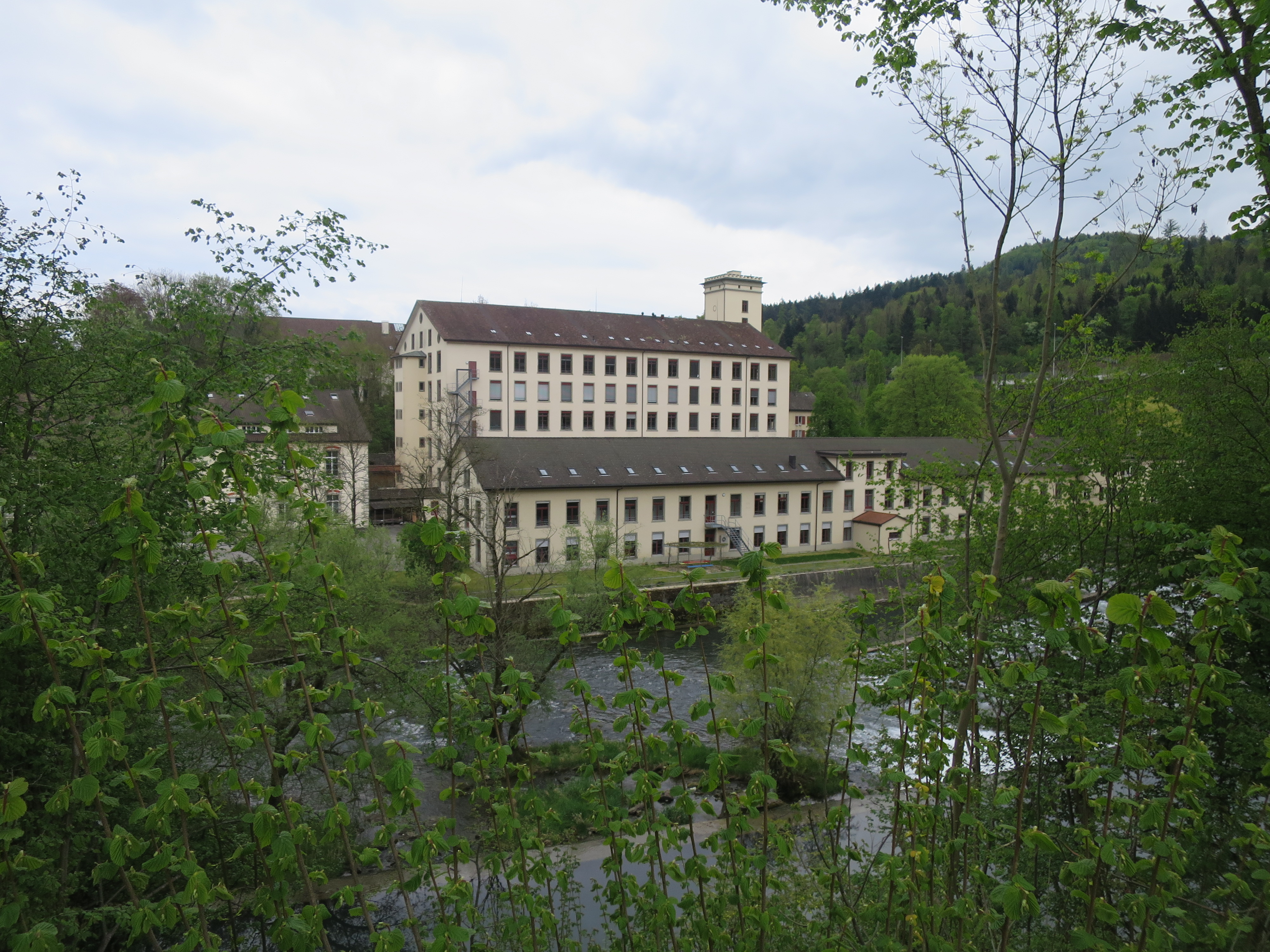
Alte Spinnerei Wettingen

Johann Caspar Wolff, auch Johann Kaspar Wolff (* 28. September 1818 in Zürich; † 27. April 1891 ebenda) war ein Schweizer Architekt des Klassizismus und des Historismus, ferner Staatsbauinspektor des Kantons Zürich.

## Leben und Werk
Wolff absolvierte von 1833 bis 1836 eine Lehre bei Hans Rychner in Neuchâtel, danach war er bis 1840 an der Akademie in München zur Ausbildung zum Architekten. Von 1845 bis 1848 oder 1851 war er Bauverwalter in Zofingen. Anschliessend bis 1865 bekleidete er das Amt des Staatsbauinspektors des Kantons Zürich.
Nach dem verheerenden Brand von Glarus plante er nach 1861 zusammen mit Bernhard Simon den Neuaufbau des Kantonshauptortes. Sein architektonisches Werk ist teilweise noch dem Spätklassizismus verpflichtet, in vielen Fällen aber bereits dem Historismus zuzuordnen. Speziell der Stilformen der Neugotik und der Neorenaissance bediente sich Wolff des Öfteren. Sein Sohn Caspar Otto Wolff war ebenfalls Architekt.

## Bauten (Auswahl)
- Primarschulhaus Wohlen, 1851–1854, einfacher Bau des Spätklassizismus
- Primarschulhaus Baumgärtli Horgen, 1852
- Bezirksgefängnis Winterthur, 1852–1854
- Reformiertes Pfarrhaus Wiesendangen, 1853–1854.
- Reformierte Kirche Winterthur-Töss, 1854–1855, neugotische Saalkirche
- Bezirksgebäude Pfäffikon ZH, 1855, schlichtes, spätklassizistisches Gebäude
- Reformierte Kirche Hütten, 1855–1856, Landkirche des Spätklassizismus
- Reformierte Kirche Küsnacht, 1857, Turmaufstockung in neugotischen Formen
- Alte Baumwollspinnerei Wettingen, 1857–1860, Verwaltungsgebäude als Werk von Wolff belegt; übrige Anlage Wolff zugeschrieben
- Dorfzentrum Einsiedeln, 1859–1861, ursprünglich Heilig-Geist-Spital, spätklassizistischer Palast
- Salz-, Korn- und Warenhaus Winterthur, 1861–1863, Güterlagerhaus
- Stadtanlage  Glarus, 1861–1864, rechtwinkliger Neuentwurf der Stadtanlage nach einem Bergsturz, gemeinsam mit Bernhard Simon entwickelt.

... eine der qualitätsvollsten städtebaulichen Neuschöpfungen des 19. Jahrhunderts in der Schweiz.
- Einzelbauten in Glarus:
  - Fremdenpalast, 1862, spätklassizistischer Bau, heute Hotel «Glarnerhof»
  - Haus Heer, 1863, spätklassizistischer Bürgerbau für Joachim Heer
  - Gerichtsgebäude, 1862–1884, spätklassizistisches Tribunalgebäude mit seitlichen Pavillons
  - Höhere Stadtschule, 1870–1872, spätklassizistisches Schulgebäude, heute Landesbibliothek
- Primarschulhaus Mollis, 1862
- Reformierte Kirche Rein, 1863–1864, neugotische Landkirche
- Reformierte Kirche Dielsdorf ZH, 1864–1866, neugotisches Kirchenschiff
- Umbau Kloster Rheinau, 1864–1867, Umbau der barocken Klosteranlage zur Heil- und Pflegeanstalt des Kantons Zürich
- Zeughaus der Alten Kaserne in Zürich, 1964–1869, Gebäudekomplex im Stil der italienischen Renaissance.
- Psychiatrische Universitätsklinik Zürich am Burghölzli, 1864–1870, monumentale Neorenaissance-Anlage
- Gesellschaftshaus Museum in Bern, 1866–1869, Neorenaissance-Palast am Bundesplatz, heute Sitz der Berner Kantonalbank
- Regierungsgebäude in Zug, 1869–1873, Neorenaissancebau, mit seinem Sohn Caspar Otto Wolff nach einer Vorlage von Arnold Bosshard.
- Kantonale Psychiatrische Klinik Marsens FR, 1872–1875, grossflächige Anlage mit Pavillons um ein ehemaliges Jesuitenkloster herum
- Reformierte Kirche Wangen, Gemeinde Wangen-Brüttisellen, 1874, neugotische Landkirche

### Galerie der Bauwerke in Glarus

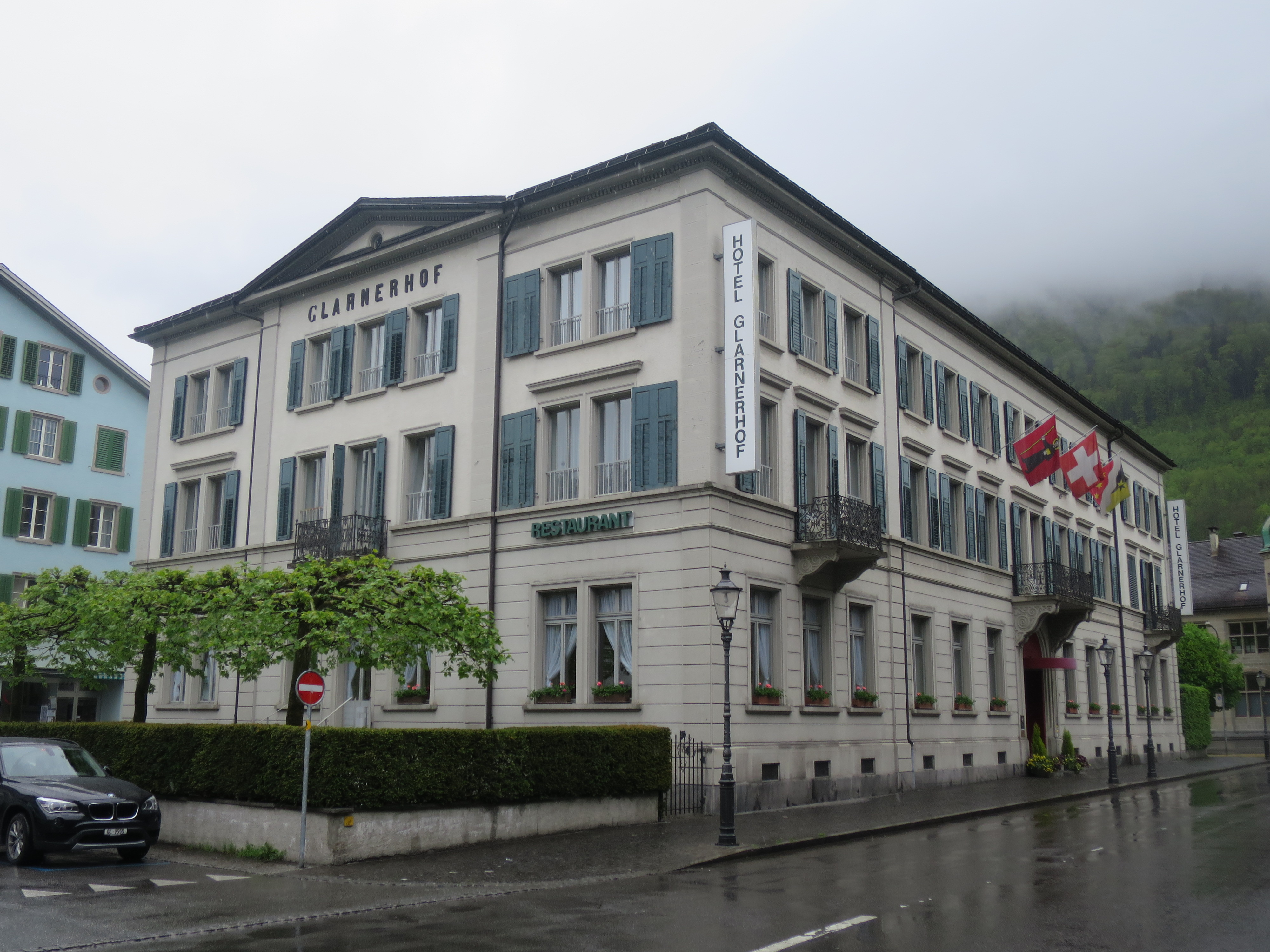
Fremdenpalast Glarus
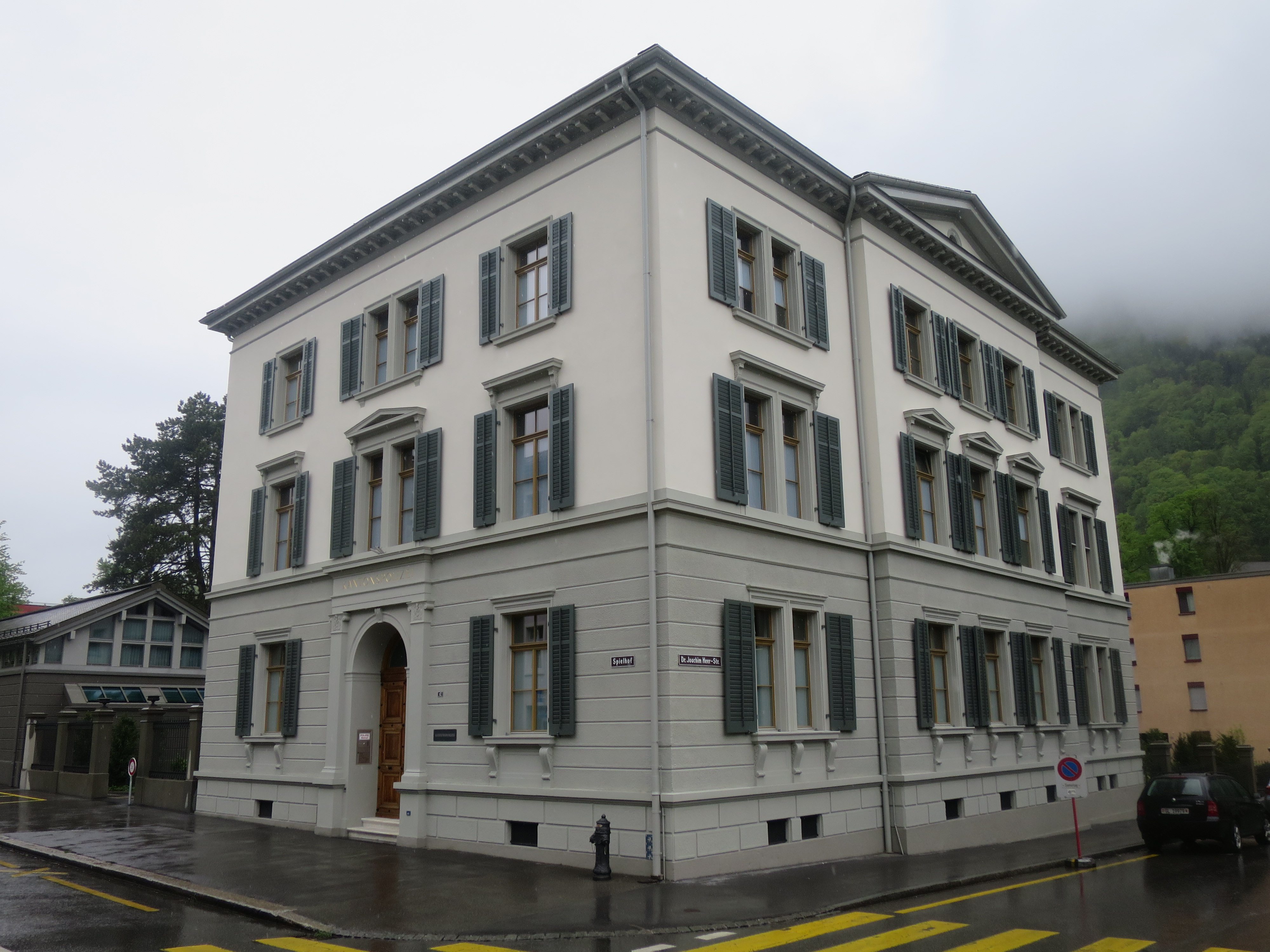
Haus Heer Glarus
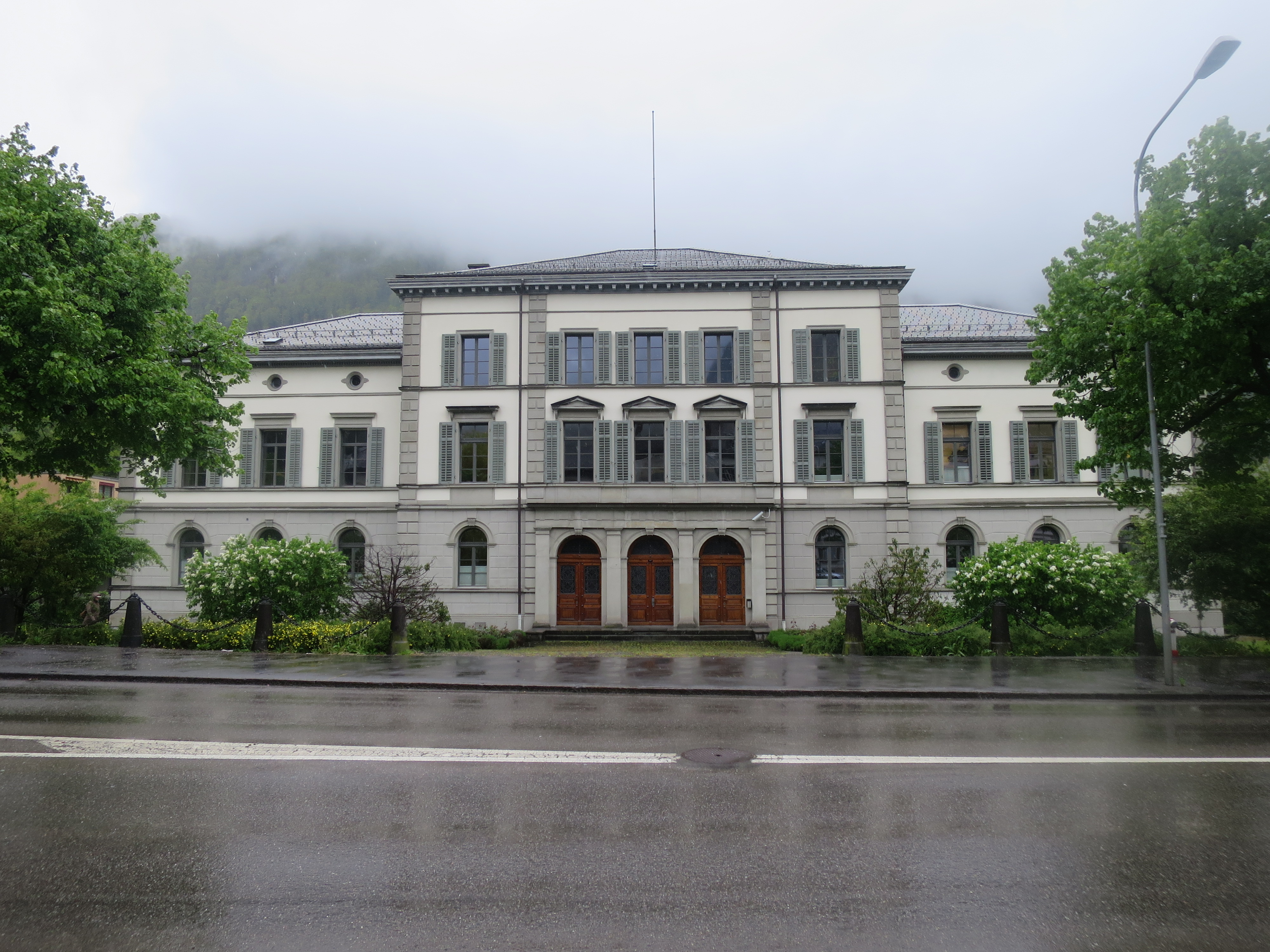
Gerichtsgebäude Glarus
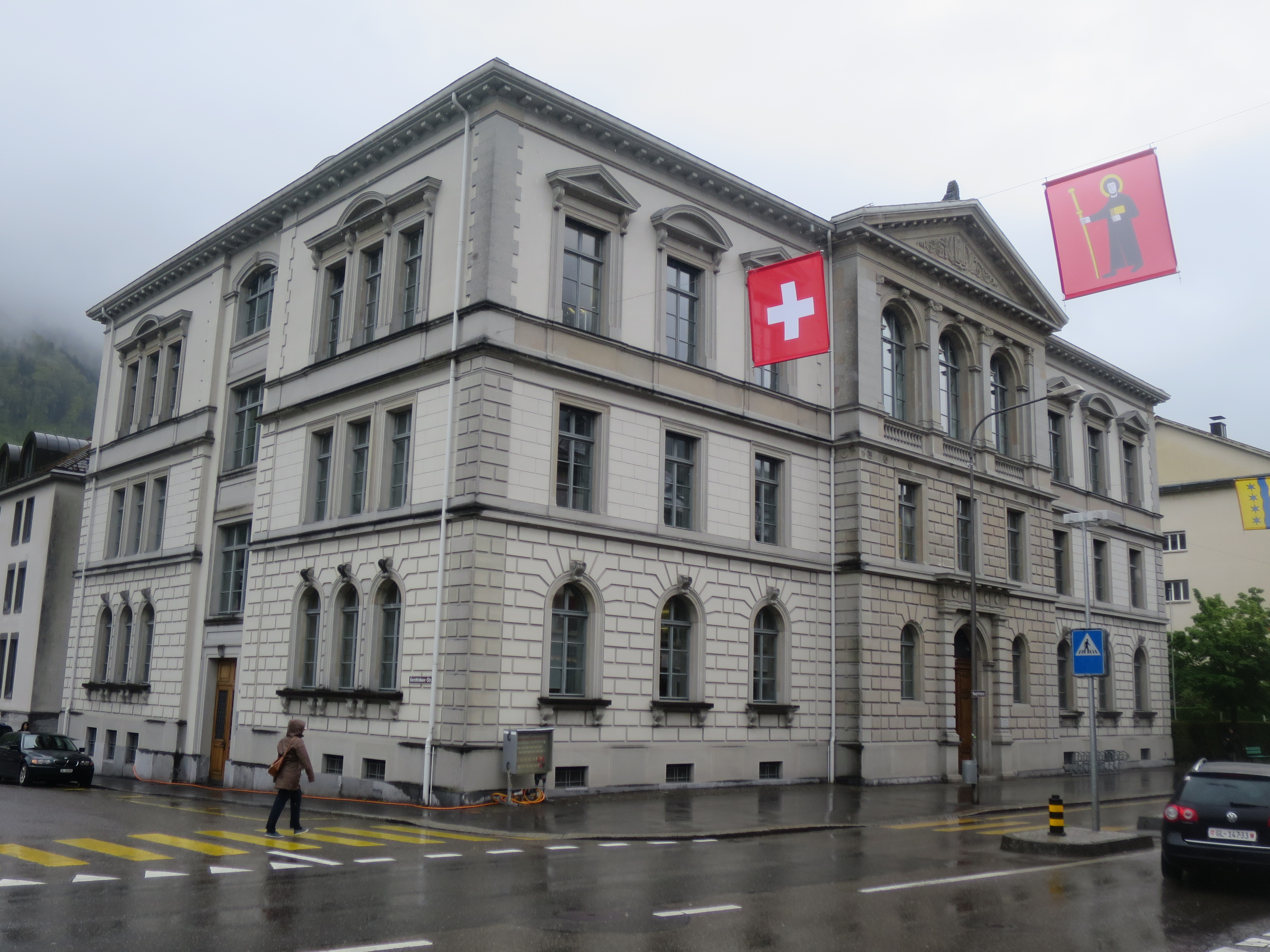
Höhere Stadtschule Glarus